# Ernährungsökologie
Die Ernährungsökologie ist ein seit den 1980er Jahren eingeführtes interdisziplinäres Wissenschaftsgebiet innerhalb der Ökotrophologie bzw. der Ernährungswissenschaft.
Grundsätzlichen Darstellungen der Inhalte dieser Disziplin folgen von Koerber, Leitzmann und Männle mit ihrer Definition: „Ernährungsökologie, eine interdisziplinäre Wissenschaft, beinhaltet die Wechselwirkungen der Ernährung mit dem einzelnen Menschen, der Umwelt und der Gesellschaft. Anliegen der Ernährungsökologie ist es, realisierbare, zukunftsweisende Ernährungskonzepte zu entwickeln, die sich durch hohe Gesundheitsverträglichkeit, Umweltverträglichkeit und Sozialverträglichkeit auszeichnen.“
Umfassende Analysen zu den Umweltwirkungen der Ernährung sowie des Agrar- und Ernährungssektors in Deutschland wurden in den Jahren 1994, 2000, 2005 und 2014 veröffentlicht.
In Nordamerika wurde der Begriff der Ernährungsökologie („nutritional ecology“ bzw. „nutrition ecology“) in den 1970er und 80er Jahren maßgeblich von Joan Dye Gussow geprägt.